# 古賀誠一
古賀 誠一（こが せいいち、1942年 - ）は、福岡県出身の日本の芸能プロモーター。株式会社オスカープロモーションの創業者で、同社代表取締役会長。

## 来歴・人物
福岡県出身。奈良の天理高等学校卒業。数々の芸能プロダクションで修業後の1970年3月26日、オスカープロモーションを設立。モデルエージェンシーとしてスタートし、徐々に経営を軌道に乗せ、後にタレント等のマネージメント事業に参入。
後藤久美子の成功を機に、1987年「全日本国民的美少女コンテスト」を立ち上げ。佐藤藍子、米倉涼子、上戸彩、福田沙紀、武井咲、剛力彩芽らの女性タレントを育て上げ、一代で大手芸能事務所へ成長させた。所属タレントが出演するドラマと映画の企画に携わる等の活動も行っている。
創立50周年を迎えた2020年3月26日、代表取締役社長を退任し、代表取締役会長に就任した。

## 手がけた作品

### イベント
- 全日本国民的美少女コンテスト

## 関係人物
- 久我陽子 - 次女。自分の経営する事務所に所属する。